# 日本社会党委員長
日本社会党中央執行委員会委員長（にっぽんしゃかいとうちゅうおうしっこういいんかいいいんちょう）は、1945年から1996年にかけて存在した日本社会党の最高責任者であり、党首に相当する。

## 概要
日本社会党委員長からは片山哲、村山富市の2人の内閣総理大臣を輩出している。55年体制下では、野党第一党の党首として、その言動が注目された。
当初は党大会の代議員の投票で選ばれていたが、1978年からは党員による直接選挙で選んだ。
日本社会党の最高責任者ではあるが、委員長の統制力はそれほど強くなかった。党内では左派と右派が対立しており、これをまとめるため委員長が左派右派いずれかであれば書記長はその反対派から出すといった慣例があり、書記長以下の執行部役員はそのようなバランスを考慮して党大会が選出し、委員長とは考えの異なる人物が役員に選出されることが多かった。1977年の第41回続開大会で委員長指名で無任所の中央執行委員を任命することが認められた。
浅沼稲次郎暗殺事件後、書記長から委員長代行に昇格した江田三郎は正式には委員長に就任したことはないが、党史などでは委員長と同格に扱っている。
1996年、日本社会党は社会民主党と名を改めたが、社会民主党では最高責任者は委員長ではなく、党首と呼ばれている。

## 日本社会党委員長の一覧
| 代                                   | 委員長                   | 委員長                   | 在任期間                        |
| 日本社会党中央執行委員長             | 日本社会党中央執行委員長 | 日本社会党中央執行委員長 | 日本社会党中央執行委員長        |
| ------------------------------------ | ------------------------ | ------------------------ | ------------------------------- |
| 1                                    |                          | 片山哲                   | 1946年9月28日 - 1950年1月16日   |
| 日本社会党中央執行委員長（左派）     |                          |                          |                                 |
| -                                    |                          | 鈴木茂三郎               | 1951年1月19日 - 1955年10月12日  |
| 日本社会党中央執行委員長（右派）     |                          |                          |                                 |
| -                                    |                          | 河上丈太郎               | 1953年1月18日 - 1955年10月12日  |
| 日本社会党中央執行委員長（左右統一） |                          |                          |                                 |
| 2                                    |                          | 鈴木茂三郎               | 1955年10月13日 - 1960年3月21日  |
| 3                                    |                          | 浅沼稲次郎               | 1960年3月23日 - 1960年10月12日  |
| -                                    |                          | 江田三郎（委員長代理）   | 1960年10月12日 - 1961年3月6日   |
| 4                                    |                          | 河上丈太郎               | 1961年3月6日 - 1965年5月6日     |
| 5                                    |                          | 佐々木更三               | 1965年5月6日 - 1967年8月19日    |
| 6                                    |                          | 勝間田清一               | 1967年8月19日 - 1968年10月4日   |
| 7                                    |                          | 成田知巳                 | 1968年11月30日 - 1977年12月13日 |
| 8                                    |                          | 飛鳥田一雄               | 1977年12月13日 - 1983年9月7日   |
| 9                                    |                          | 石橋政嗣                 | 1983年9月7日 - 1986年9月8日     |
| 10                                   |                          | 土井たか子               | 1986年9月8日 - 1991年7月31日    |
| 11                                   |                          | 田邊誠                   | 1991年7月31日 - 1993年1月19日   |
| 12                                   |                          | 山花貞夫                 | 1993年1月19日 - 1993年9月25日   |
| 13                                   |                          | 村山富市                 | 1993年9月25日 - 1996年1月19日   |

- は任期中首相に就任した者。
- は日本社会党が政権獲得した時点での代表。
- は日本社会党が政権を失った時点での代表。

## 日本社会党委員長選挙の結果
委員長ポストは、事前の派閥間の話し合いで決まってしまうことが多く、無投票や全会一致による選出で決まったこともあったため、委員長選挙はそれほど多くない。
| 投票日         | 結果                                                  |
| -------------- | ----------------------------------------------------- |
| 1960年3月24日  | 浅沼稲次郎 228票、河上丈太郎 206票                    |
| 1966年1月22日  | 佐々木更三 295票、江田三郎 276票                      |
| 1966年12月9日  | 佐々木更三 313票、江田三郎 274票                      |
| 1970年12月2日  | 成田知巳 207票、江田三郎 148票                        |
| 1981年11月27日 | 飛鳥田一雄 39379票、武藤山治 14721票、下平正一 3425票 |
| 1986年9月6日   | 土井たか子 58670票、上田哲 11748票                    |
| 1991年7月30日  | 田邊誠 46363票、上田哲 36358票                        |
| 1993年9月20日  | 村山富市 65446票、翫正敏 18075票                      |
| 1996年1月17日  | 村山富市 57591票、秋葉忠利 10440票                    |